# (13123) Tyson
(13123) Tyson  est un astéroïde de la ceinture principale découvert par Carolyn S. Shoemaker et David H. Levy à l'observatoire Palomar le 16 mai 1994.
Il est nommé en l'honneur de Neil deGrasse Tyson.